# Estumulazione

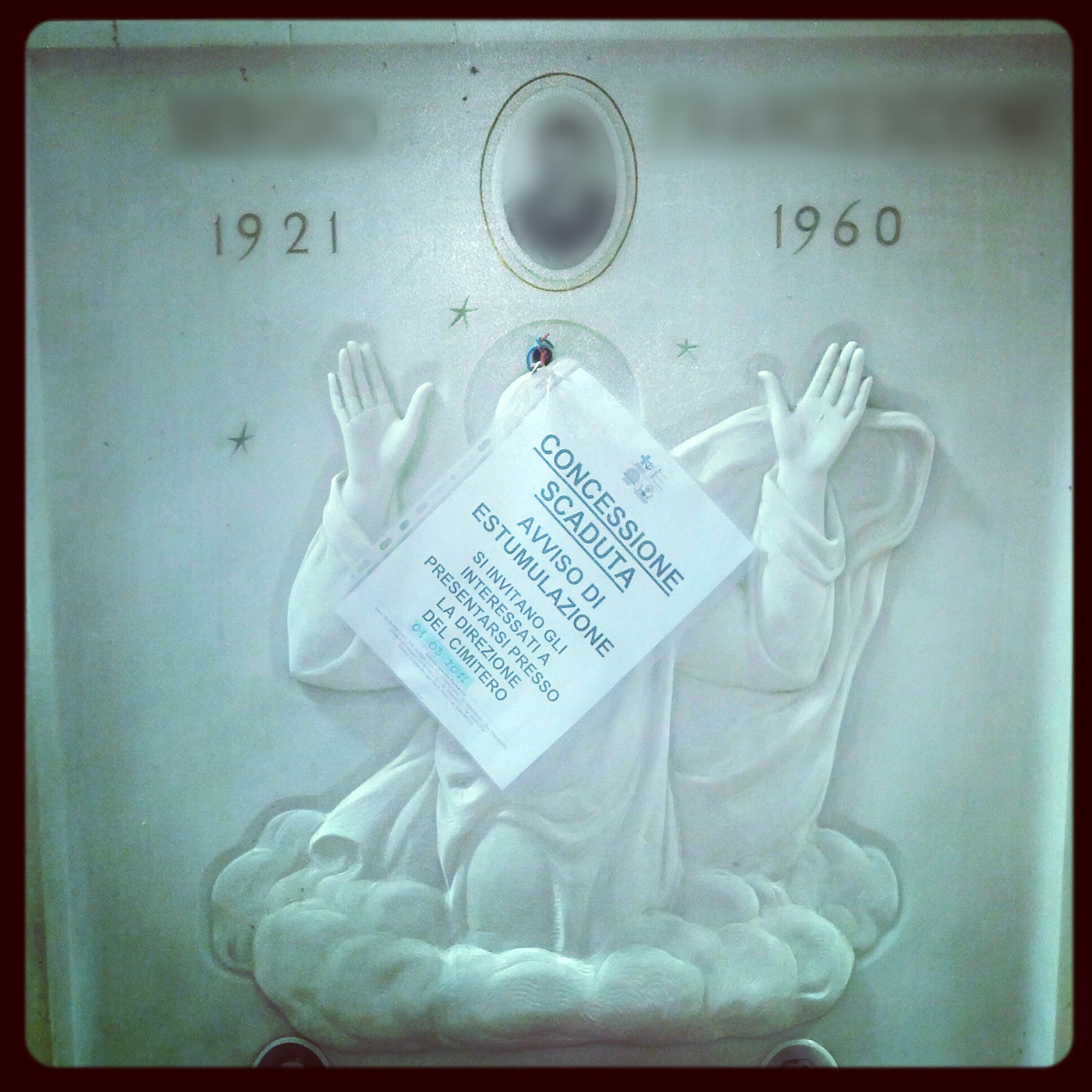
Avviso di estumulazione

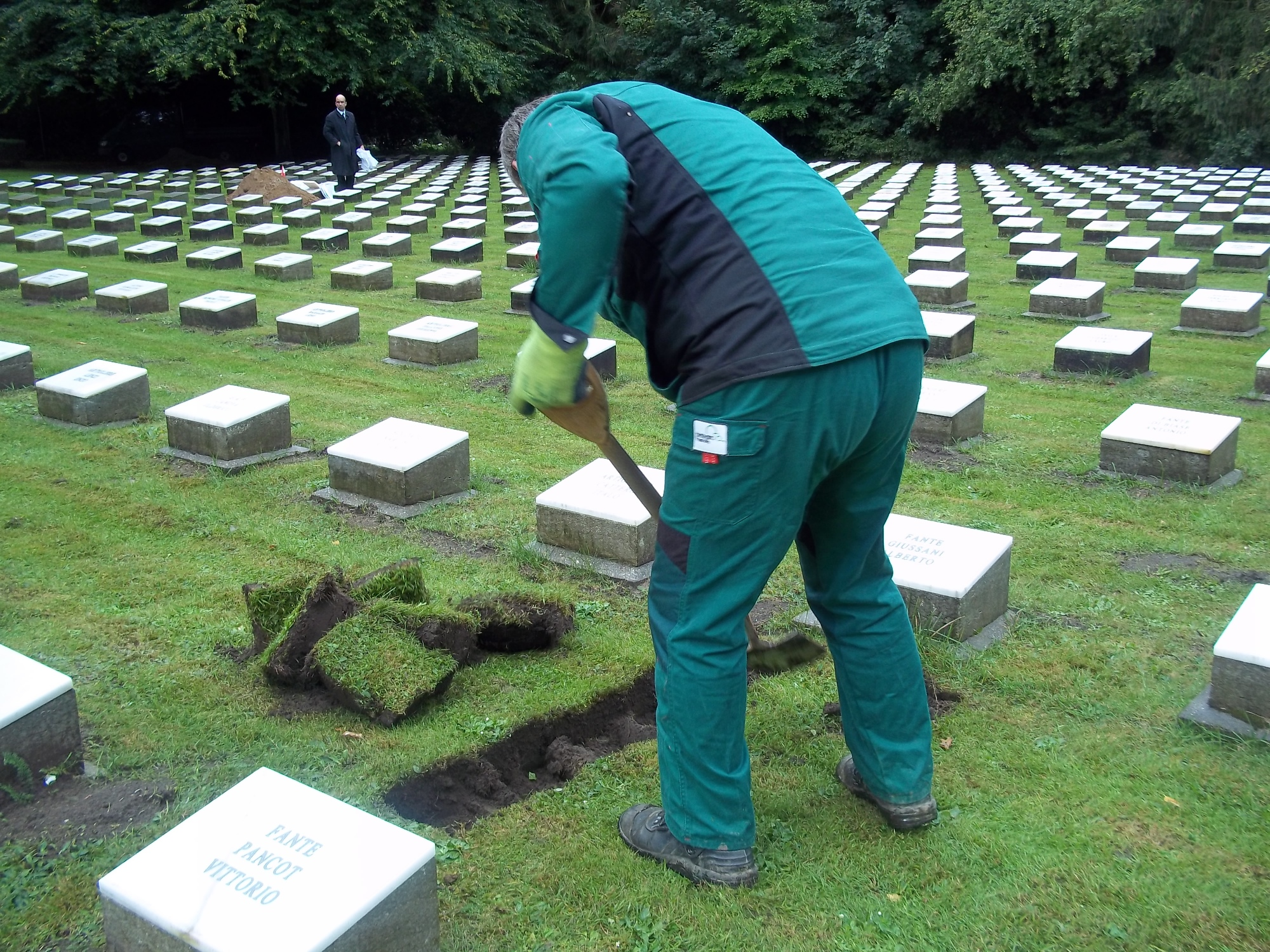
Esumazione dei resti di militari caduti in un cimitero di guerra

L'estumulazione consiste nell'estrazione della salma dal loculo. L'esumazione è invece l'operazione analoga eseguita a partire dalla sepoltura in terra.

## Modalità
Nell'ambito della gestione cimiteriale le pratiche relative alle estumulazioni ed alle esumazioni, sia ordinarie sia straordinarie, vengono in genere curate dell'ufficio di Stato civile comunale o dal soggetto al quale il comune ha affidato i servizi cimiteriali. 
L'estumulazione/esumazione ordinaria viene disposta dopo la scadenza del periodo di concessione dei loculi o della sepoltura in terra.
L'estumulazione/esumazione straordinaria viene eseguita su richiesta del familiare del defunto e a proprie spese secondo le tariffe vigenti. Gli interessati devono presentare domanda da inoltrarsi al soggetto competente, con il quale vengono concordati il giorno e l'ora delle operazioni. In caso di trasporto della salma in altro cimitero è necessario presentare istanza di trasporto. L'ufficio medesimo provvederà al rilascio di un'autorizzazione al trasporto. 
Nei casi previsti dal Regolamento di Polizia Mortuaria è previsto un rimborso parziale della tariffa corrisposta per il loculo resosi libero.
Il recupero della salma può anche rendersi necessario per altre ragioni. Ad esempio in ambito penale l'autorità giudiziaria può disporre l'esumazione di un cadavere affinché un medico legale effettui accertamenti necessari alle indagini. In genere a tali operazioni è ammessa la presenza di testimoni, anche per scoraggiare la possibilità di un uso improprio dei reperti o la loro distruzione ingiustificata.